# Lichte korrelpalpmot
De lichte korrelpalpmot (Teleiodes wagae) is een vlinder uit de familie tastermotten (Gelechiidae). De wetenschappelijke naam is voor het eerst geldig gepubliceerd in 1860 door Nowicki.
De soort komt voor in Europa.